# ГЕС Вань II
ГЕС Вань 2 (湾二水电站, відома також як ГЕС Юлун, 玉龙水电站) — гідроелектростанція у центральній частині Китаю в провінції Сичуань. Знаходячись перед ГЕС Вань I, входить до складу каскаду на річці Ваньба, правій твірній Sōnglín, котра в свою чергує правою притокою Дадухе (впадає праворуч до Міньцзян, великого лівого допливу Янцзи).
В межах проекту річку перекрили бетонною греблею висотою 23 метра та довжиною 91 метр, яка утримує водосховище із об'ємом 423 тис. м3 (корисний об'єм 300 тис. м3) та коливанням рівня поверхні у операційному режимі між позначками 1683 та 1692 метра НРМ.
Зі сховища бере початок дериваційний тунель довжиною 4,3 км, який переходить у напірний водовід довжиною 0,5 км з діаметром 3 метра.
Основне обладнання станції становлять дві турбіни типу Френсіс потужністю по 33 МВт, які використовують напір у 234 метра та забезпечують виробництво 319 млн кВт-год електроенергії на рік.
Видача продукції відбувається по ЛЕП, розрахованій на роботу під напругою 220 кВ.